# Drosophila illota
Drosophila illota este o specie de muște din genul Drosophila, familia Drosophilidae, descrisă de Samuel Wendell Williston  în anul 1896. Conform Catalogue of Life specia Drosophila illota nu are subspecii cunoscute.